# Keilschrift

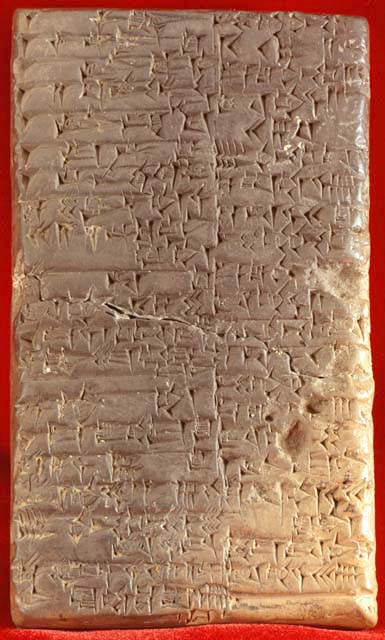
Dokument einer Lohnauszahlung

Als Keilschrift bezeichnet man ein vom 4. Jahrtausend v. Chr. bis mindestens ins 1. Jahrhundert n. Chr. benutztes Schriftsystem, das im Vorderen Orient (Naher Osten und Vorderasien) zum Schreiben mehrerer Sprachen verwendet wurde. Die Bezeichnung beruht auf den Grundelementen der Keilschrift: waagrechten, senkrechten und schrägen Keilen. Typische Textträger sind Tontafeln, die durch das Eindrücken eines Schreibgriffels in den weichen Ton beschrieben wurden.
Die Keilschrift war anfänglich eine Bilderschrift. Sie entwickelte sich zu einer Silbenschrift, aus der auch eine phonetische Konsonantenschrift (die ugaritische Schrift) hervorging. Die Keilschrift wurde von den Sumerern erfunden und später von den Medern und anderen zahlreichen Völkern des Alten Orients verwendet: von den Akkadern, Babyloniern, Assyrern, Hethitern und Persern (darunter der babylonische Kyros-Zylinder). Schließlich wurde sie von anderen Schriftformen (z. B. der phönizischen und der daraus abgeleiteten aramäischen Schrift) verdrängt und geriet in Vergessenheit. Letzte Keilschrifttexte wurden in seleukidischer und parthischer Zeit verfasst.

## Geschichte und Verbreitung

### Sumerische Keilschrift
Die sumerische Keilschrift ist neben den ägyptischen Hieroglyphen die heute älteste bekannte Schrift. Sie entstand etwa um 3300 v. Chr. in Sumer in Mesopotamien und konnte ihre Vormachtstellung bis etwa 1800 v. Chr. halten. Zunächst begann die sumerische Keilschrift als Bilderschrift, bestehend aus rund 900 Piktogrammen und Ideogrammen, die in Ton geritzt wurden.
In Kiš wurden Kalksteintäfelchen mit den ältesten Zeichen gefunden. Es waren stark vereinfachte Darstellungen etwa eines Kopfes, eines Dreschhammers, eines Pfeiles, eines Kruges, eines Fußes. Drei Berggipfel standen für „Gebirge“. Andere Zeichen stammten von Zählsteinen und waren von Anfang an abstrakt, wie etwa das Kreuz für „Schaf“.

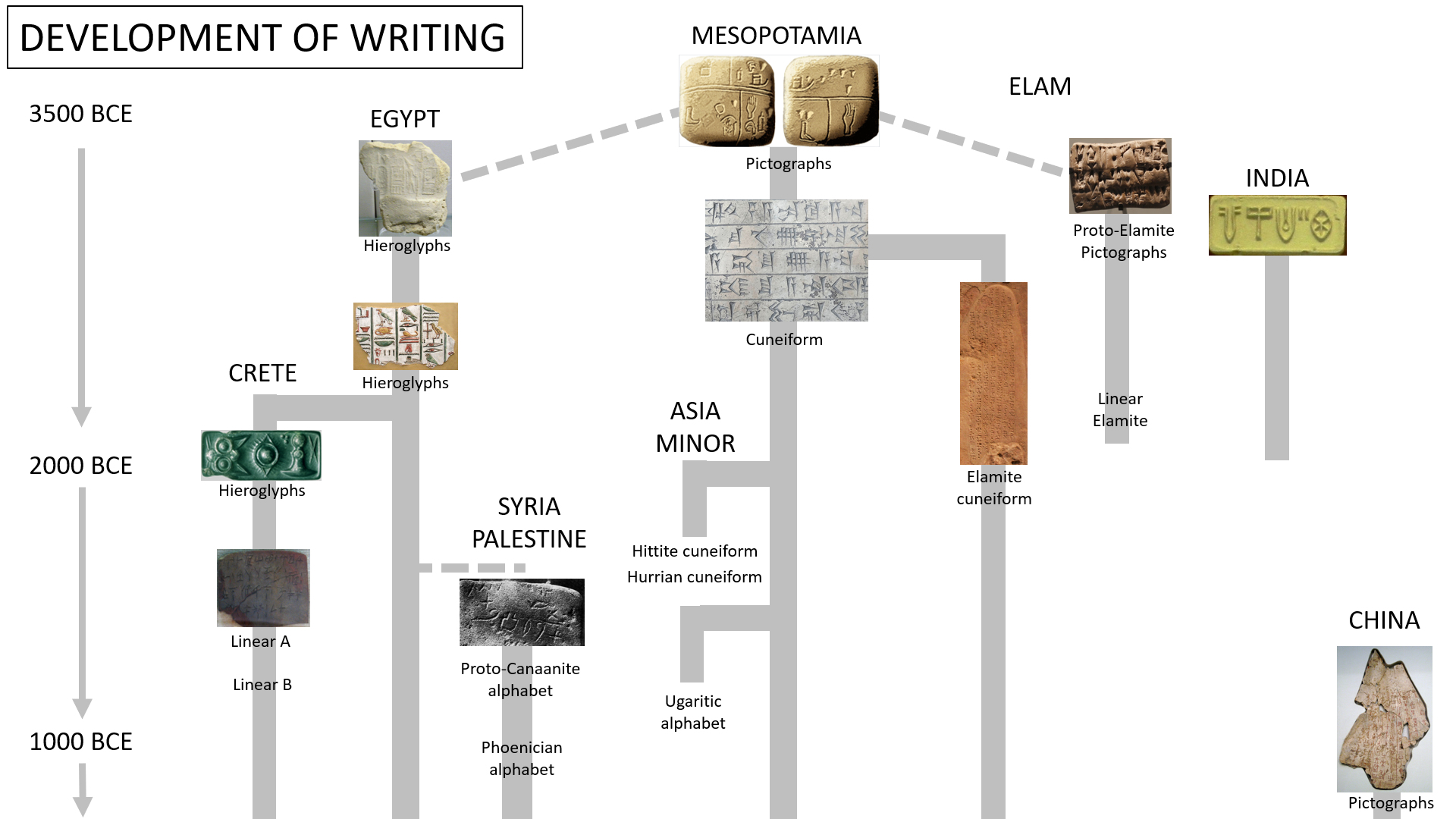
Rekonstruktion der Entwicklung des Schreibens (beginnend vor 3500 v. Chr. bis 1000 v. Chr.). Mit der Hypothese, dass die sumerische Keilschrift im Vergleich zu den ägyptischen Hieroglyphen die ältere Schriftform sei.

Viele Wörter entstanden – ähnlich wie heute noch bei den chinesischen Schriftzeichen – durch einfaches Zusammenschreiben solcher Piktogramme. „Weinen“ wurde mit den Zeichen „Auge“ und „Wasser“ ausgedrückt, „Fürstin“ ergab sich aus den Zeichnungen „Frau“ und „Schmuck“. „Strafen“ wurde durch „Stock“ und „Fleisch“ ausgedrückt. „Gebirge“ und „Frau“ ergab „Bergweib“, was Sklavin bedeutete, weil die Sumerer wohl Frauen aus dem Zagros-Gebirge versklavten. „Heuschrecke“ stand als Piktogramm für „Heuschrecke“, aber auch als Ideogramm für „Vernichtung“. Man hatte wohl durch Heuschreckenschwärme abgefressene Felder und Gärten vor Augen. Ein „Stern“ stand als Piktogramm für „Stern“, als Ideogramm für „Himmel“ (sumerisch an) und „Gott“ (sumerisch: dingir). Eine Essschale stand für Speise. Ein Kopf und eine Essschale stand für „essen“.
Diese Piktogrammschrift blieb aber nicht bei den einfachen und komplexen Zeichenbedeutungen stehen. Das Piktogramm eines Flusses stand für „Wasser“ – sumerisch „a“ –, das aber als Laut „a“ auch „in“ bedeutete. Statt hier ein neues Zeichen für „in“ zu erfinden, verwendeten die Sumerer das Piktogramm „Fluss“ in seiner Lautbedeutung „a“ gleich „in“. Da dieses Verfahren immer öfter verwendet wurde, überwog schließlich die Lautbedeutung der Zeichen.
Ihre typische Form erhielt diese Schriftart erst um das Jahr 2700 v. Chr., als die altsumerischen Machtzentren Uruk, Ur und Lagaš enorm anwuchsen und ihre Tempelbürokratie mehr Schriftstücke produzierte, was eine Rationalisierung des Schreibprozesses hervorrief. Nun wurden Keile mit einem stumpfen Schreibgriffel in weichen Ton gedrückt, der anschließend getrocknet wurde.

### Akkadisches Reich

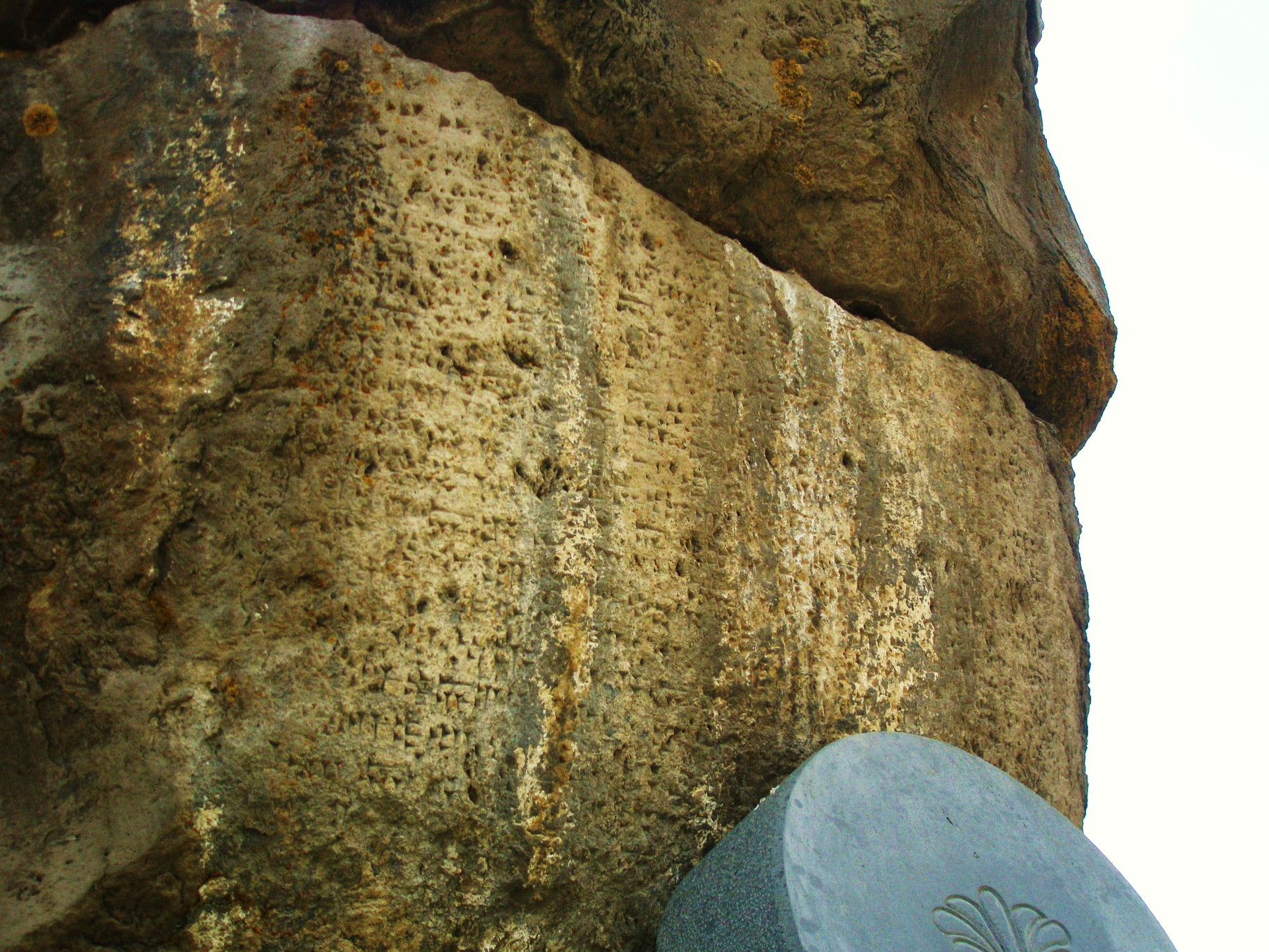
Zovinar-Inschrift, urartäische Keilschrift

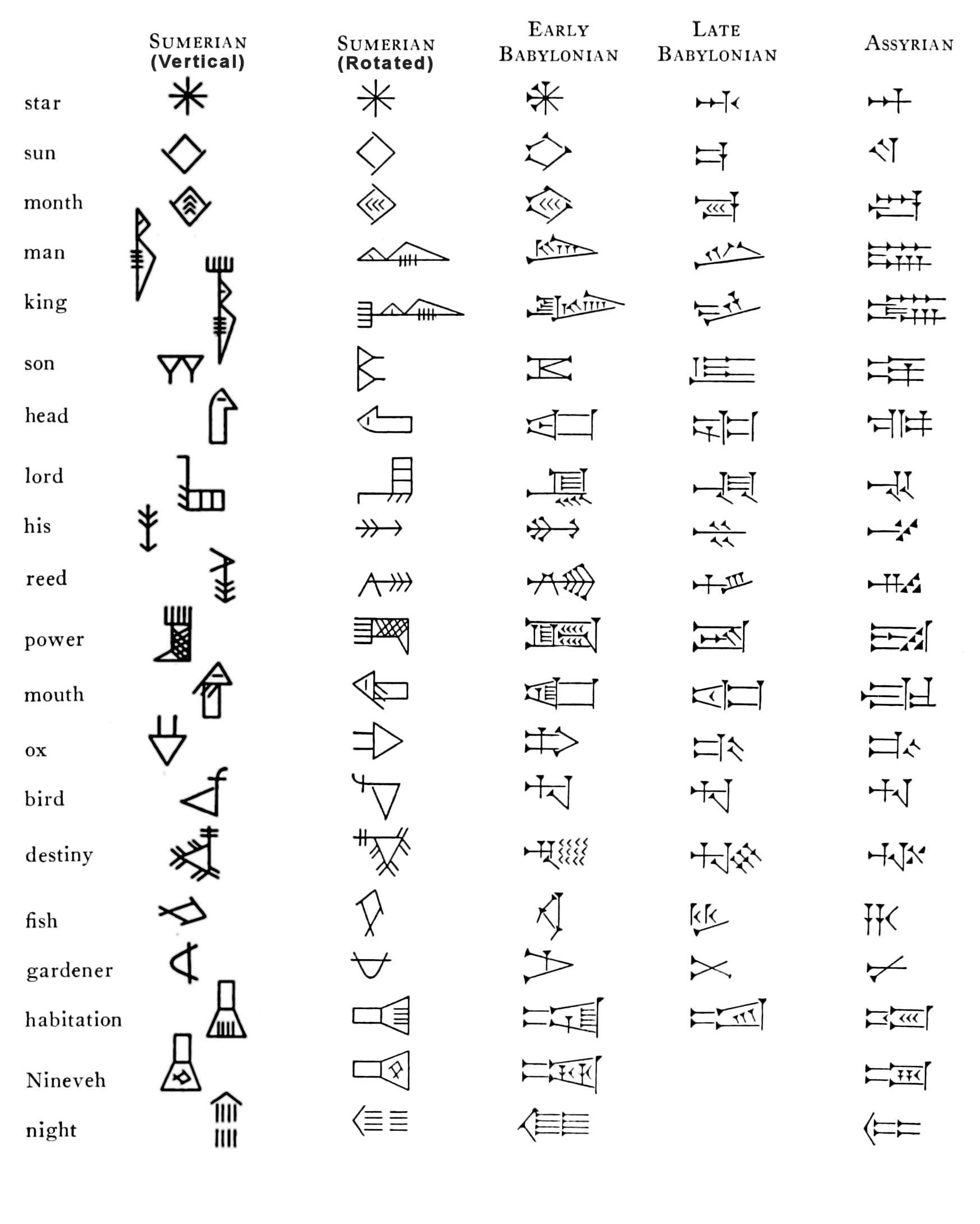
Die Tabelle zeigt, die fortschreitende Vereinfachung der Keilschriftzeichen von der archaischen (vertikalen) Schrift zur assyrischen Schriftform.

Um das Jahr 2350 v. Chr. drang das semitische Volk der Akkader nach Sumer vor und übernahm die Herrschaft über die sumerischen Stadtstaaten und dabei auch deren Schrift und Kultur. Unter der akkadischen Herrscherdynastie Sargons von Akkad breiteten sich deren Herrschaftsgebiet und damit auch Sprache, Kultur und Schrift weiter aus. Etwa zur selben Zeit gelangte die Kenntnis der Keilschrift bis nach Syrien in das Reich Ebla, wo sie für die einheimische semitische Sprache, das Eblaitische, verwendet wurde. Bereits ab 2500 v. Chr. wurde im benachbarten Königreich Elam (dem heutigen Iran) die dort verwendete proto-elamitische Strichschrift von der Keilschrift abgelöst; diese hielt sich dort bis in hellenistische Zeit.

### Hethitische und weitere Adaptationen
Auch die Hethiter, deren indogermanische Sprache sich vom semitischstämmigen Akkadisch grundlegend unterschied, adaptierten die Keilschrift und benutzten sie neben den hethitischen Hieroglyphen. Dabei verlief die Verbreitung der Keilschrift im Norden bis nach Urartu (Nordosttürkei und Armenien) mit Urartäisch als Landessprache und im Süden bis nach Palästina mit Kanaanäisch als vorherrschender Sprache. Die weiterentwickelte Form der Keilschrift war so anpassungsfähig beim Gebrauch der Symbole als Lautzeichen, dass die Schrift in gleicher Weise für die Sprachen der Akkader, Babylonier und Assyrer verwendet werden konnte.

### Babylonische Ära
Als Hammurapi 1792 v. Chr. den babylonischen Thron bestieg, bestand Mesopotamien lediglich aus einer Reihe rivalisierender Stadtstaaten. Ihm gelang es jedoch aufgrund seiner Feldzüge, das Herrschaftsgebiet Babylons auf ganz Mesopotamien auszudehnen und weit über die Landesgrenzen hinaus die Sprache und Kultur seines Reiches zu verbreiten. Mit dem Niedergang des babylonischen und dem Aufstieg des assyrischen Reiches verbreitete sich die Schrift und die Kultur des Zweistromlandes bis in das 7. Jahrhundert v. Chr. von Babylonien und Assyrien über Palästina bis nach Ägypten. In dieser Epoche entwickelte sich die Keilschrift zu ihrer endgültigen Form weiter. Ab dem 8. Jahrhundert v. Chr. drangen neue Schriftsysteme, wie die phönizische Konsonantenschrift oder die griechische Lautschrift, langsam nach Kleinasien vor. Nach und nach verdrängten sie die Keilschrift.

### Sonderformen

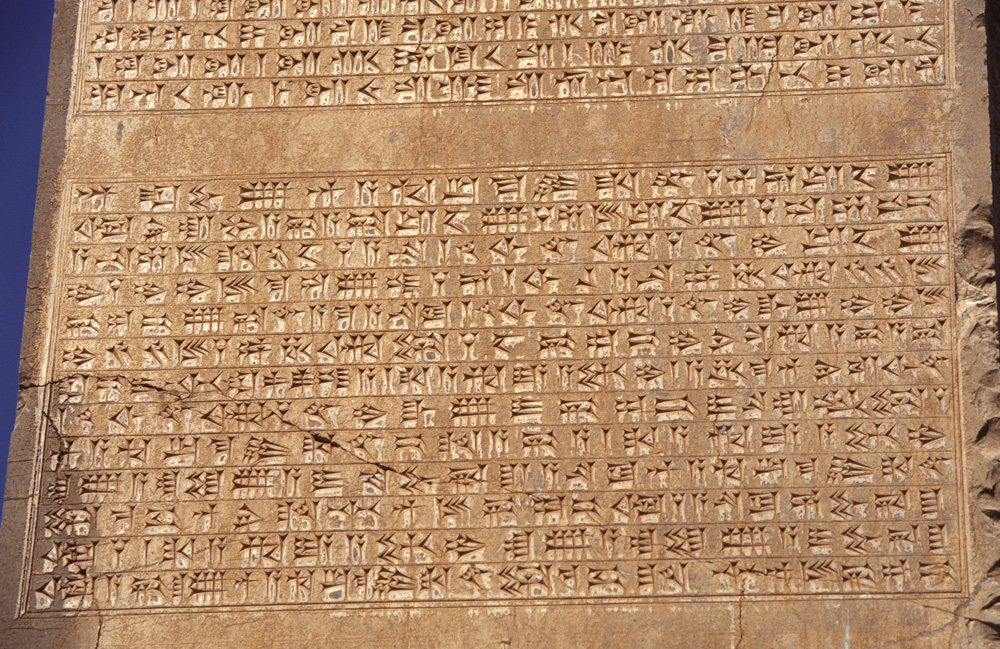
Keilschrift-Inschrift am Tor aller Länder in Persepolis

Eine Sonderform der Keilschrift stellt die persische Keilschrift dar. Zu Beginn der Regierungszeit Dareios I. im Jahr 521 v. Chr. besaßen die Perser noch keine eigene Schrift. Die Verwaltungssprache des persischen Reiches war Elamisch; daneben wurde in Reliefs stets auch eine Übersetzung in Babylonisch bzw. Akkadisch im neubabylonischen Dialekt angebracht. Dareios I. ordnete die Schaffung einer eigenen persischen Schrift (Altpersisch) an. Die persische Keilschrift war viel einfacher strukturiert (34 Zeichen) als die Keilschriften der Elamer (ca. 200 Zeichen) und Babylonier (ca. 600 Zeichen) und hatte zur besseren Lesbarkeit Worttrenner. Die persische Keilschrift wurde später (um 400 v. Chr.) durch die Einführung des Aramäischen verdrängt. Der jüngste bekannte Keilschrifttext, eine astronomische Tabelle, stammt aus dem Jahr 75 n. Chr.

## Entschlüsselung und Übersetzung der Keilschrift

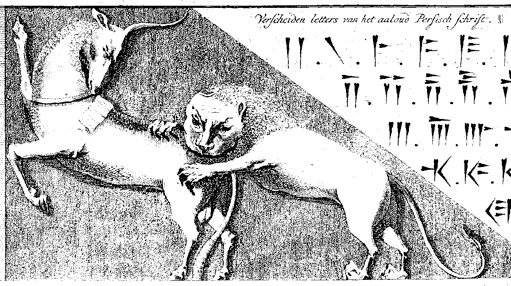
Inschrift aus Persepolis in der Umzeichnung von Niebuhr

Der Italiener Pietro della Valle hatte 1621 in einem Brief erstmals mehrere Keilschriftzeichen von einem Ziegel aus Persepolis richtig kopiert und in seiner Reisebeschreibung vermutet, dass diese Buchstaben „auf unsere Weise von der lincken zur rechten Hand geschrieben werden“. Der deutsche Arzt und Forschungsreisende Engelbert Kaempfer besuchte 1685 die Ruinen von Persepolis und studierte die Täfelchen mit Schriftzeichen, für die er die Bezeichnung „Keilschrift“ prägte. Der englische Orientalist und Sprachwissenschaftler Thomas Hyde benutzte in seinem Hauptwerk Historia Religionis Veterum Persarum (The History of the Religion of Ancient Persia), das im Jahr 1700 in Oxford erschien, zum ersten Mal das Wort „Cuneiform“ für Keilschrift. Die Entschlüsselung dieser vereinfachten persischen Keilschrift erfolgte mit den Kopien von Inschriften aus Persepolis, die der Orientforscher Carsten Niebuhr im Jahre 1765 angefertigt hatte. Dem deutschen Philologen Georg Friedrich Grotefend (Göttingen) gelang es ohne Kenntnisse von Schrift und Sprache, vor allem aber auch ohne eine parallele Textfassung in anderen Sprachen im Sommer 1802 binnen weniger Wochen fast ein Drittel des gesamten Zeicheninventars zu entschlüsseln. Das war möglich, weil es sich um recht einförmige Texte handelte, die weitgehend aus Königsnamen mit Filiation und Titulatur bestand, auf die historische Kenntnisse angewandt werden konnten. Dementsprechend blieben Grotefend die – wenigen – sachlichen Teile dieser Inschriften verschlossen.

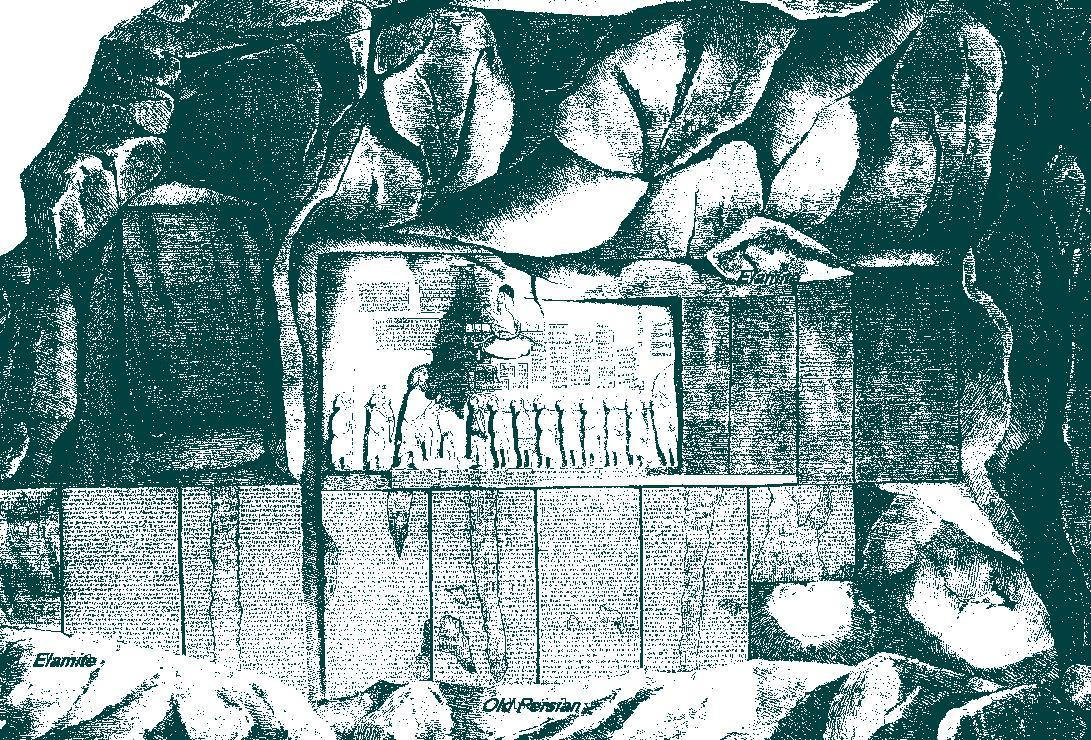
Die Behistun-Inschrift zeigt den Bericht über die Siege des Großkönigs Dareios I. in drei Sprachen.

Fortschritte ergaben sich zunächst durch die Erforschung verwandter Sprachen (Avestisch und Sanskrit), vor allem durch den norwegischen Philologen Christian Lassen. Die Einsichten in diesem Bereich konnten auf persische Inschriften angewandt werden. Auch hier halfen Namen – diesmal Völkernamen – weiter. Dazu kam vor allem aber weiteres Material, wie die Behistun-Inschrift, die der englische Offizier Henry Creswicke Rawlinson 1835–1837 kopierte und 1846/47 und 1851 veröffentlichte. Erneut waren es Namen, durch die noch fehlende Zeichen erschlossen werden konnten. Die Inschrift auf dem Felsen von Behistun ist eine Trilingue. Sie war für die Entzifferung der Keilschrift gleichbedeutend mit dem Fund des Steins von Rosette für die Entzifferung der ägyptischen Hieroglyphen. Nach der Entzifferung des persischen Textes war der Weg frei zur Entzifferung auch der komplexeren Keilschriften in Elamitisch und Babylonisch.
Die Ausgrabungen von Paul-Émile Botta in Khorsabad und Austen Henry Layard in Nimrud, Kujundschik (Ninive), Kalah Schergat (Assur) deckten zahlreiche Inschriften auf, die in den Louvre und das britische Museum gelangten. So ist es nicht verwunderlich, dass in Frankreich und England großes Interesse an der Entzifferung bestand. 1857 sandte Edwin Norris, der Sekretär der Royal Asiatic Society in London, eine kurz zuvor entdeckte Inschrift aus der Regierungszeit des assyrischen Königs Tiglat-pileser I. an Edward Hincks, an Sir Henry Rawlinson, Julius Oppert, der in Deutschland geboren war, und den britischen Universalgelehrten William Henry Fox Talbot. Die Übersetzungen, die diese versiegelt erhielten, wurden von einer Kommission geprüft, in allen Hauptpunkten übereinstimmend befunden und veröffentlicht (1857: An inscription of Tiglath Pileser, King of Assyria, as translated by Rawlinson, Talbot, Dr. Hincks, and Oppert). Die akkadische Keilschrift war entziffert.
Anfang des 20. Jahrhunderts entzifferte Bedřich Hrozný die Schriftsprache der Hethiter und legte Grundsteine zur Erforschung von deren Sprache und Geschichte.

## Schriftgut
Die frühe sumerische Schriftkultur stand zunächst nur der Tempeladministration zur Verfügung, die sie für das Steuerwesen und die Verwaltung als Instrument staatlicher Kontrolle einzusetzen verstand. Es dauerte sehr lange, bis sich die Keilschrift des gesamten funktionalen Spektrums bemächtigen konnte, das den Schriftgebrauch der antiken Hochkulturen kennzeichnet. Erst nach religiösen und politischen Dokumenten oder privaten Kaufverträgen entstanden wissenschaftliche Schriften und unterhaltende Literatur. Zu den überlieferten Texten gehören Königsinschriften, Epen, Mythen, Hymnen, Wahrsagesprüche und Klagelieder, darunter auch das Gilgamesch-Epos, eine der ältesten überlieferten Dichtungen der Menschheit, und das berühmteste literarische Werk Altbabylons.
Mit der Adaption der Keilschrift durch andere altorientalische Hochkulturen entstand zwischen den Völkern ein erster Briefwechsel, wobei die versandten Tontafeln mit Schutzhüllen aus gebranntem Ton versehen wurden.
Es bildete sich der privilegierte Stand des Schreibers heraus, der über das Ansehen eines Aristokraten verfügte und aufgrund seines direkten Zuganges zu wichtigen Informationen zum Teil mächtiger wurde als die meist analphabetischen Herrscher. Schreiberschulen wurden eingerichtet, deren Disziplin und Strenge auch anhand von erhaltenen Hausaufgaben dokumentiert ist.

## Schriftentwicklung
Die Entwicklungsgeschichte der Keilschrift lässt sich über Tontafeln nachvollziehen – mit Abschriften, die Tempelschüler bei ihren Lehrmeistern machten. Anfänglich handelte es sich bei den Schriftzeichen um Piktogramme, um vereinfachte bildhafte Darstellungen eines Gegenstandes oder Wesens. Beispielsweise stand der stilisierte Stern für „Stern“, „Gott“ und „Himmel“. Später entwickelte sich die Keilschrift zu Ideogrammen weiter, die komplexe Gedankengänge darstellten. Dann stand beispielsweise der stilisierte Stern auch für „oben“.
Ab etwa 2900 v. Chr. verloren die Piktogramme mehr und mehr ihre einstige Funktion und ihren ursprünglichen Bezug. Nun konnte ein einzelnes Zeichen je nach Sinnzusammenhang verschiedene Bedeutungen haben. Im nachfolgenden Entwicklungsschritt wurde nur noch eine Bedeutung mit einem Zeichen in Verbindung gebracht. Aus ursprünglich 1500 Piktogrammen entwickelten sich so 600 Zeichen, die regelmäßig verwendet wurden. Diese Zeichen bezogen sich mit der Zeit immer mehr auf die Lautung der gesprochenen Wörter. Es entstanden Bilderrätsel (Rebus), in denen ein Piktogramm nicht mehr für das dargestellte Objekt stand, sondern für ein ähnlich lautendes Wort. Ähnlich wie bei den ägyptischen Hieroglyphen vollzog sich bei der Keilschrift über lange Zeiträume hinweg eine Phonetisierung der Schriftzeichen. Damit ein eindeutiges Lesen möglich war, führten die Schreiber Determinative ein, um die Zeichen nach Objektbedeutung zu klassifizieren. Im Verlaufe der Schriftentwicklung wurden die Zeichen komplizierter, beispielsweise durch Wiederholung der gleichen Formen.

## Struktur und Transliteration
Die babylonische Keilschrift, wie sie für das Sumerische, Akkadische und Hethitische und viele weitere Sprachen gebraucht wurde (die ugaritische Keilschrift stellt ein Alphabet dar und muss hier ausgeklammert werden), verfügt im Wesentlichen über Logogramme, Phonogramme und Determinative.

### Logogramme
Logogramme stehen für ein Wort, leiten sich zumindest in einigen Fällen aus einem Bild des dargestellten Gegenstandes ab und sind oft für mehrere Sprachen identisch. Logogramme werden in der modernen Assyriologie mit ihrem sumerischen Lautwert transliteriert. Das Zeichen lú, ursprünglich das Abbild einer Person, steht beispielsweise für das sumerische Wort /lu/ „Mann“. Man kann es aber auch in akkadischen Texten benutzen, wo es als /awilum/ zu lesen ist (so das akkadische Wort für „Mann“), oder in hethitischen Texten für /antuhšaš/ „Mann“. Die in der Assyriologie übliche Transliteration lautet in allen Fällen lú, wobei für Logogramme eine Wiedergabe in nichtkursiven Minuskeln üblich ist. Solche Logogramme werden in akkadischen und hethitischen Texten gewöhnlich in etwas schiefer Terminologie als Sumerogramm bezeichnet, weil als moderne Transliteration eben für alle Sprachen der sumerische Lautwert üblich ist.
Gewisse Logogramme, deren sumerische Lesung als unbekannt oder ungesichert gilt, setzt man in nichtkursive Majuskeln. So gibt es ein als UŠ transliteriertes Längenmaß, dessen Lesung als ungesichert gilt. Die Transliteration rührt daher, dass dasselbe Zeichen im Akkadischen als Phonogramm für uš gebraucht wird und daher das Längenmaß die Lesung /uš/ zumindest gehabt haben könnte. Großschreibung wird auch eingesetzt, um die Unsicherheit zwischen mehreren möglichen Umschreibungen mehrdeutiger Zeichen anzugeben. Beispielsweise steht ein und dasselbe Zeichen (ursprünglich Bild eines Fußes) für die sumerischen Verben du „gehen“ und gub „stehen“, die man im Regelfall auch so transliteriert. Eine Entscheidung zwischen beiden Lesungen beinhaltet hier also neben der reinen Benennung des Keilschriftzeichens auch noch eine inhaltliche Interpretation des Textes. Wenn ein Textherausgeber sich aber in einem gegebenen Kontext nicht für eine der beiden Lesungen entscheiden will, transliteriert er DU. Die Großschreibung ist hier eine Chiffre, um das Zeichen des Originals zu benennen, deutet aber an, dass man sich nicht konkret auf eine der möglichen Interpretationen festlegen will.

### Phonogramme
Phonogramme stehen gewöhnlich für Verbindungen der Art Konsonant+Vokal, Vokal+Konsonant oder Konsonant+Vokal+Konsonant. Sie werden in allen Keilschriftsprachen gleich transliteriert und haben wenigstens prinzipiell die gleiche Aussprache. So kann man das Silbenzeichen da als Silbenzeichen für /da/, zum Beispiel in grammatischen Endungen, gleichermaßen im Sumerischen, Akkadischen, Hethitischen und anderen Keilschriftsprachen finden. Bei der Transliteration des Akkadischen und Hethitischen (nicht Sumerischen) ist es üblich, Phonogramme in kursiven Minuskeln zu setzen. Beispielsweise kann der Genitiv des akkadischen Wortes für „Mann“, /awilim/, mit der Kombination des Logogramms lú (= akkadisch /awilum/) und des Phonogramms lim, das die grammatische Form präzisiert, geschrieben werden. Diese Kombination zweier Keilschriftzeichen transliteriert man lú-lim.

### Determinative
Determinative sind oft formal identisch mit Logogrammen, stehen aber nicht alleine für ein Wort oder einen Wortkern, sondern werden einem schon komplett phonographisch oder logographisch ausgeschriebenen Wort noch hinzugesetzt. Beispielsweise kann das schon erwähnte Zeichen lú „Mann“ in sumerischen, akkadischen oder hethitischen Texten bestimmten Personenbezeichnungen, z. B. Berufsbezeichnungen, vorausgehen, ohne dass es als solches lautlich mitzulesen ist. Ein solches Zeichen mit semantischem Wert, aber ohne direkte phonetische Realisierung bezeichnet man als Determinativ; die übliche Transliteration ist die als hochgestellte Minuskel. In diesem Bereich können viele Zweifelsfälle entstehen wie in dem sumerischen Wort lú-érim „Feind“ (wörtlich: Mann-feindlich). Es könnte hier sein, dass auf Sumerisch wirklich /luerim/ gesprochen wurde; in diesem Falle lägen zwei Logogramme vor. Vielleicht wurde aber auch nur /erim/ gesprochen und lú hätte nur den Wert eines Determinativs gehabt. Wer dieser Meinung ist, wird das Element lú nach der Konvention hochgestellt transliterieren. Da die Aussprache von Wörtern in Keilschriftsprachen häufig Unsicherheiten der genannten Art aufweist, bleibt die Zeichenklassifikation bis zu einem gewissen Grad unsicher und schwankt auch die Transliterationspraxis zwischen den einzelnen Forschern.

### Transliteration mit Akzenten und Indexziffern
Die Transliteration eines Keilschriftzeichens ist im Prinzip eindeutig, d. h. aus dem Transliterat lässt sich, abgesehen von paläographischen Details, das im Original verwendete Keilschriftzeichen immer erschließen. Ein Zeichen wird auch im Prinzip immer gleich transliteriert ohne Rücksicht darauf, ob der Text auf Sumerisch, Akkadisch, Hethitisch etc. geschrieben ist. Um die Eindeutigkeit zu ermöglichen, werden in der Transliteration (1) alle Einzelzeichen durch Bindestrich oder andere typographische Mittel (whitespace, Hochstellung) voneinander getrennt, und (2) Zeichen, für die ein identischer Lautwert vermutet wird, durch Akzente und/oder tiefgestellte Indexziffern voneinander unterschieden. Heute maßgeblich ist hier das von den Assyriologen Borger, Civil und Ellermeier kodifizierte System (BCE-System). So gibt es ein Zeichen lu (häufiges Phonogramm z. B. im Akkadischen). Ein zweites Zeichen, für das – im Sumerischen – ebenfalls der Lautwert /lu/ angesetzt wird, umschreibt man lú mit einem Akut oder alternativ lu2 mit Indexziffer 2 (das oben erwähnte Wort für „Mann“). Weitere Zeichen mit dem Lautwert /lu/ notiert man als lù oder lu3 (u. a. ein sumerisches Verb für „verwirren“), dann mit 4 und höheren Indexziffern. Es ist also insbesondere zu beachten, dass die Akzente keinesfalls als Betonungs- oder ähnliche Angaben missverstanden werden dürfen.
Da das Transliterationssystem für alle Keilschriftsprachen gemeinsam ist und Homophone aus allen Sprachen gleichzeitig berücksichtigen muss, ergeben sich insgesamt sehr viele Zeichen mit gleicher Lesung und eine entsprechend hohe Dichte an Akzenten und Indexziffern bei der Umschreibung zusammenhängender Texte. So ist im Sumerischen zum Beispiel das Zeichen gu10 recht häufig (u. a. Possessivpronomen „mein“), obwohl im Sumerischen selbst die meisten der gu-Zeichen mit niedrigerem Index (gu, gú, gù, gu4, gu5, … gu9) nicht oder wenig gebräuchlich sind. Es ist einmal der Vorschlag gemacht worden, ein rein auf das Sumerische beschränktes Transliterationssystem zu entwickeln, was die Umschrift dieser Sprache von Zusatzzeichen entlasten würde, aber den Vorteil der Verwendbarkeit für alle Keilschriftsprachen aufgäbe.

## Schriftmedien
Das bevorzugte Schriftmedium der Keilschrift zur Zeit ihrer Verbreitung (3000 bis 500 v. Chr.) waren Tafeln aus feuchtem Ton. Die Schriftzeichen wurden mittels eines Schilfrohr- oder Holzgriffels eingeprägt. Danach trockneten die Tontafeln, oder sie wurden durch Brennen zusätzlich gehärtet. Königsinschriften der Assyrer waren meist in Stein geschlagen. Die urartäische Keilschrift findet sich fast ausschließlich auf Felsen. Es wurden aber auch mit einem Stichel in Silberplatten geprägte Texte in Keilschrift gefunden.
Obwohl sich moderne Medien wie Papier und Bildschirm nicht für die Keilschrift eignen, wurde mit dem Unicode-Block Keilschrift und dem Unicodeblock Keilschrift-Zahlzeichen und -Interpunktion eine Anbindung an computergestützte Medien geschaffen, die die Verbreitung der Keilschrift über diese Medien erleichtert. Die Eingabe erfolgt über besondere Eingabe-Editoren, die die Zeichen aus ihren Grundformen zusammensetzen.

## Dokumentationen
- Vom Schreiben und Denken – Die Saga der Schrift (1/3) Der Anfang. Originaltitel: L'odysée de l'écriture – Les origines. TV-Dokumentationsreihe von David Sington, F 2020; deutsche Synchronfassung: Arte 2020 (Auf: youtube.com); mitwirkend: Yasmin El Shazly (Ägyptologin), Lydia Wilson (Historikerin), Brody Neuenschwander (Kalligraph), Irving Finkel (Assyrologe), Günter Dreyer (Ägyptologe), Orly Goldwasser (Ägyptologin), Yongsheng Chen (Philologe), Pierre Tallet (Ägyptologe), Ahmad Al-Jaliad (Philologe) u. a.